# Dazhai Xiang (socken i Kina)
Dazhai Xiang (kinesiska: 大寨, 大寨乡) är en socken i Kina. Den ligger i provinsen Yunnan, i den sydvästra delen av landet, omkring 250 kilometer söder om provinshuvudstaden Kunming. Antalet invånare är 16 562. Befolkningen består av 7 701 kvinnor och 8 861 män. Barn under 15 år utgör 23,0 %, vuxna 15-64 år 71 %, och äldre över 65 år 5,0 %.
Genomsnittlig årsnederbörd är 2 182 millimeter. Den regnigaste månaden är juli, med i genomsnitt 478 mm nederbörd, och den torraste är februari, med 30 mm nederbörd.